# 222 TCN
222 TCN là một năm trong lịch La Mã. 